# Sousceyrac
Sousceyrac è un comune francese soppresso e comune delegato del dipartimento del Lot della regione dell'Occitania. Dal 1º gennaio 2016 si è fuso con i comuni di Calviac, Comiac, Lacam-d'Ourcet, e Lamativie per formare il nuovo comune di Sousceyrac-en-Quercy.

## Storia

### Simboli
Lo stemma comunale è stato adottato il 2 dicembre 1956 e riprende quello che in origine era il blasone degli Escribe, una famiglia di uomini di legge di Sousceyrac, divenuti Scribe Lascombes de Laroussilhe, il cui ramo più antico è presente a Sousceyrac dal XVI secolo.

## Società

### Evoluzione demografica
Abitanti censiti